# Віксбург (округ Юніон, Пенсільванія)
Віксбург (англ. Vicksburg) — переписна місцевість (CDP) в США, в окрузі Юніон штату Пенсільванія. Населення — 255 осіб (2020).

## Географія
Віксбург розташований за координатами 40°56′18″ пн. ш. 76°59′26″ зх. д. / 40.93833° пн. ш. 76.99056° зх. д. (40.938394, -76.990602).  За даними Бюро перепису населення США в 2010 році переписна місцевість мала площу 1,22 км², уся площа — суходіл.

## Демографія
Згідно з переписом 2010 року, у переписній місцевості мешкала 261 особа в 89 домогосподарствах у складі 74 родин. Густота населення становила 213 осіб/км².  Було 92 помешкання (75/км²).
Расовий склад населення:
| - 99,6 % — білих - 0,4 % — чорних або афроамериканців |

До двох чи більше рас належало 0,0 %. Частка іспаномовних становила 0,0 % від усіх жителів.
За віковим діапазоном населення розподілялося таким чином: 29,5 % — особи молодші 18 років, 54,4 % — особи у віці 18—64 років, 16,1 % — особи у віці 65 років та старші. Медіана віку мешканця становила 39,1 року. На 100 осіб жіночої статі у переписній місцевості припадало 99,2 чоловіків;  на 100 жінок у віці від 18 років та старших — 89,7 чоловіків також старших 18 років.
Цивільне працевлаштоване населення становило 177 осіб. Основні галузі зайнятості: транспорт — 22,6 %, виробництво — 22,0 %, роздрібна торгівля — 21,5 %.